# هیراتسوکا، کاناگاوا
هیراتسوکا در استان کاناگاوا در کشور ژاپن  واقع شده‌است  که دارای جمعیت ۲۶۰٬۴۱۹ نفر و مساحت ۶۷٫۸۳ کیلومتر مربع با تراکم جمعیت ۳٬۸۳۹  نفر در کیلومترمربع است و در تاریخ ۱ آوریل ۱۹۳۲ به عنوان شهر شناخته شد.

شورای شهر هیراتسوکا، کاناگاوا

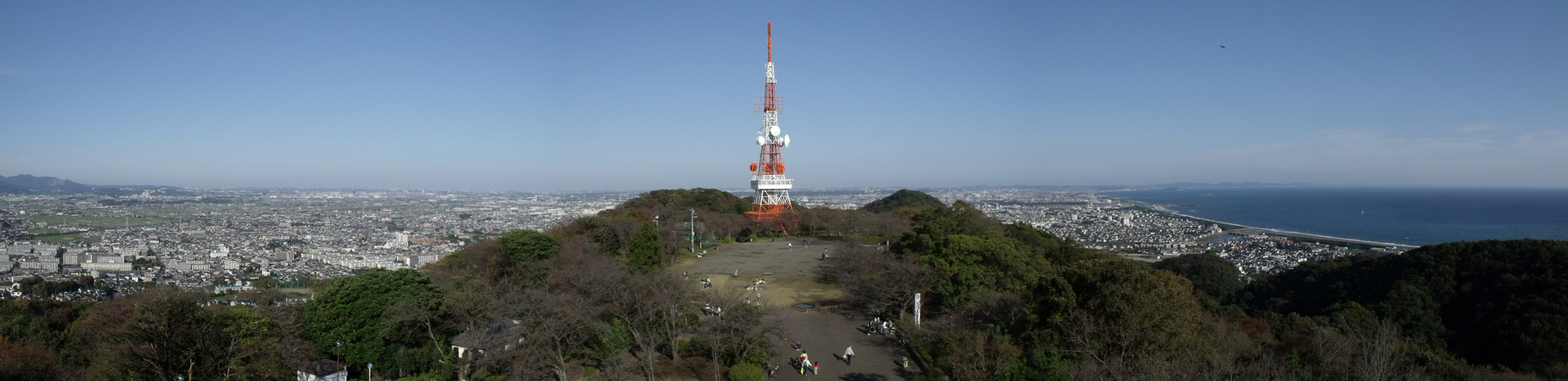
چشم انداز شوناندایی را